# Mount Beddie
Mount Beddie är ett berg i Antarktis. Det ligger i Västantarktis. Argentina, Chile och Storbritannien gör anspråk på området. Toppen på Mount Beddie är 435 meter över havet.
Terrängen runt Mount Beddie är varierad. Havet är nära Mount Beddie åt sydväst. Trakten är obefolkad. Det finns inga samhällen i närheten.